# Zagvozd
Zagvozd és un poble de Croàcia situat al comtat de Split-Dalmàcia. El 2011 tenia 767 habitants.